# Pikkusaari (ö i Norra Österbotten, Koillismaa, lat 65,91, long 29,76)
Pikkusaari är en ö i Finland. Den ligger i sjön Piiksiselkä och i kommunen Kuusamo i den ekonomiska regionen  Koillismaa ekonomiska region  och landskapet Norra Österbotten, i den nordöstra delen av landet, 700 km norr om huvudstaden Helsingfors. Öns area är 1,6 hektar och dess största längd är 490 meter i sydöst-nordvästlig riktning.